# Шишигин, Василий Михайлович
Васи́лий Миха́йлович Шиши́гин (21 декабря 1917, Кабаевка, Самарская губерния — 29 октября 1972, Минск) — советский офицер-пехотинец во время Великой Отечественной войны, Герой Советского Союза (29.06.1945). Гвардии капитан.

## Биография
Василий Михайлович Шишигин родился 21 декабря 1917 года в селе Кабаевка Самарской губернии (ныне — в Северном районе, Оренбургская область) в семье крестьянина. Мордвин.
В 1919 году семья переехала в деревню Клявино (ныне не существует, находилась на территории современного Куйбышевского района Новосибирской области); в Клявино он вырос, окончил 7 классов и начал работать в колхозе.
В 1937 году призван в Красную Армию на срочную службу; вернувшись со службы в 1939 году, по рекомендации от командования части принят в местное отделение НКВД СССР, служил в тюрьме № 4 города Куйбышева.
С началом Великой Отечественной войны призван в Красную Армию второй раз. Окончил курсы младших лейтенантов в 1941 году. В боях с августа 1941 года. Воевал на Северо-Западном и Ленинградском фронтах. Был пять раз ранен. После четвертого ранения в августе 1942 года и длительного лечения в госпиталях служил в запасном полку Сибирского военного округа командиром взвода (Бердск), затем вновь прибыл на фронт. Но в ноябре 1943 года под Невелем был ранен в пятый раз, и это ранение вновь оказалось тяжелым. В 1943 году вступил в ВКП(б).
В третий раз прибыл на фронт весной 1944 года и был направлен командиром роты отдельного гвардейского учебного батальона 83-й гвардейской стрелковой дивизии. Затем назначен командиром пулемётной роты. Участвовал в Белорусской, Гумбиннен-Гольдапской и Восточно-Прусской наступательных операциях.
Командир пулемётной роты 248-го гвардейского стрелкового полка 83-й гвардейской стрелковой дивизии 11-й гвардейской армии 3-го Белорусского фронта гвардии старший лейтенант Василий Шишигин отличился во время десанта на косу Фрише-Нерунг 26 апреля 1945 года, по которой от Пиллау пытались вырваться остатки пяти дивизий противника, численностью до 35 тысяч человек. Для срыва их эвакуации в ночь на 26 апреля на западный и восточный берега косы Фрише-Нерунг были высажены тактические десанты общей численностью не более 2 000 человек с задачей соединиться и отрезать противнику путь отступления. Рота Василия Шишигина действовала в составе западного десанта, где смогла выбить противника с береговой полосы и захватить плацдарм, взяв в плен значительное количество солдат неприятеля. Однако непрерывно подходившие с северной оконечности косы вражеские войска атаковали, пытаясь прорваться к своим главным силам, и от гибели десант был спасён только своими дерзкими действиями, из-за которых немецкое командование приняло его за крупные силы советских войск. Важную роль в этом бою сыграли пулемётчики Шишигина, которые смогли отбить несколько немецких атак в 12-часовом бою. Около полудня западный и восточный десанты соединились, и к исходу дня, когда подошло подкрепление — войска 11-й гвардейской армии, остатки войск противника (около 3 500 человек) капитулировали.

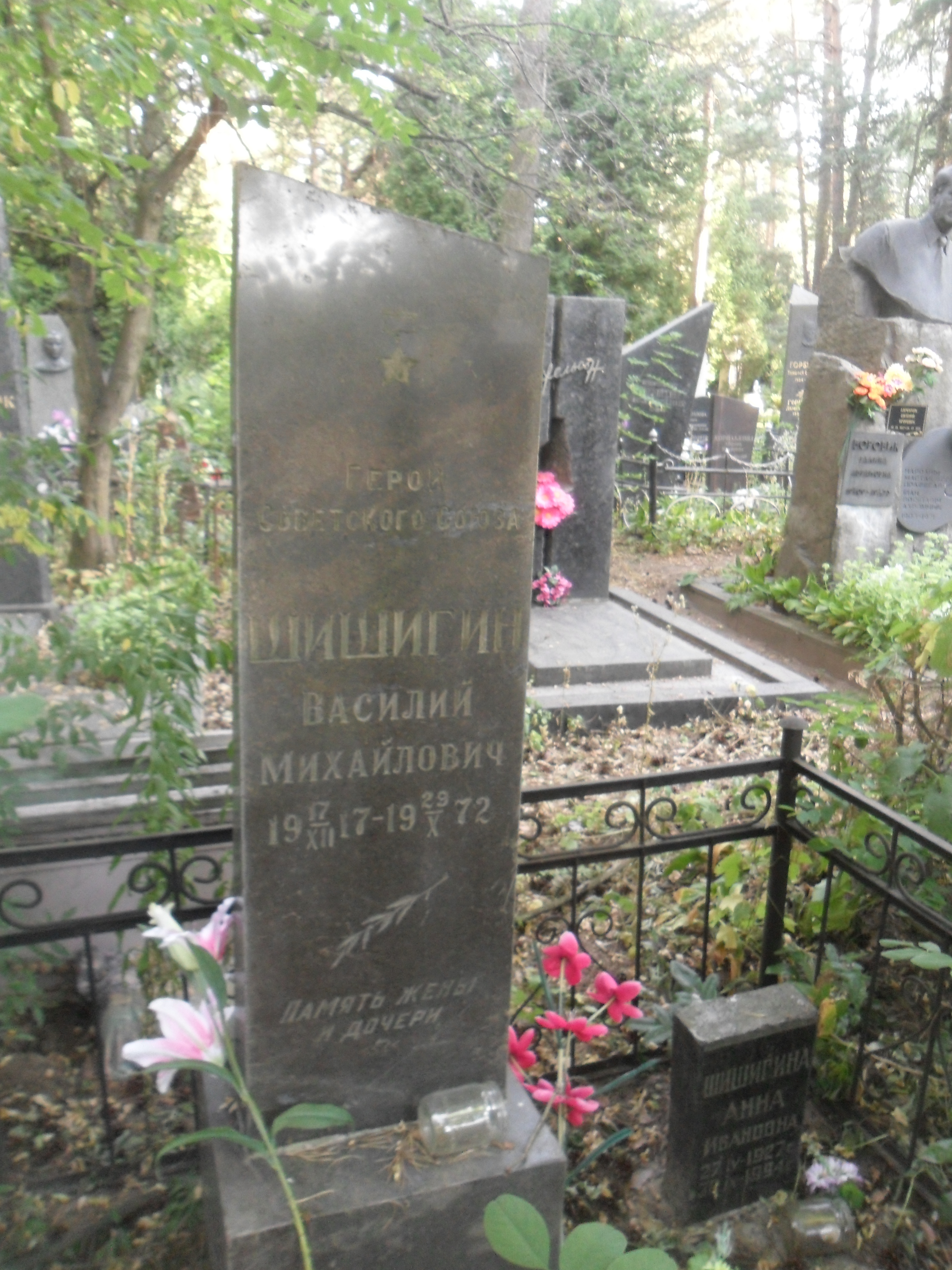
Могила В. М. Шишигина на Восточном кладбище Минска.

За мужество и героизм, проявленные в борьбе с немецко-фашистскими захватчиками, Указом Президиума Верховного Совета СССР от 29 июня 1945 года гвардии старшему лейтенанту Шишигину Василию Михайловичу присвоено звание Героя Советского Союза с вручением ордена Ленина и медали «Золотая Звезда» (№ 6959).
В июне 1946 года капитан Шишигин уволен в запас. Жил и работал в Минске Белорусской ССР, где скончался 29 октября 1972 года на 54-м году жизни. Похоронен на Восточном кладбище в Минске.

## Награды
- Герой Советского Союза (29.06.1945)
- Орден Ленина (29.06.1945)
- Орден Отечественной войны 1-й степени (8.05.1945)
- Орден Красной Звезды (23.06.1944)
- Медали СССР[4][5]